# Siv Öst
Ej att förväxla med sångerskan Siw Öst (1941–1992).
Siv Hillevi Öst, som gift Blomberg, född 30 april 1935 i Hedemora stadsförsamling, död 23 november 1976 i Hedemora församling, var en svensk sångerska. Hon var dotter till sångerskan Anna-Lisa Öst, även kallad  Lapp-Lisa, och framträdde tillsammans med henne.
Hon utbildade sig till lärare, blev läroverksadjunkt och gifte sig 1958 med kamrer Sune Andreas Blomberg (1934–1998). Siv Öst är gravsatt tillsammans med sin make och sina föräldrar på Hedemora kyrkogård.

## Diskografi i urval
- Bland Ovikens fjällar, med Lapp-Lisa
- Emigranten, med Lapp-Lisa
- Livets svårigheter, med Lapp-Lisa
- O, sällhet stor, med Lapp-Lisa
- Själens längtan, med Lapp-Lisa
- Välj Jesus

## Filmografi
- 1949 – Lapp-Lisa (kortfilm) [6]